# Trichosetodes pan
Trichosetodes pan is een schietmot uit de familie Leptoceridae. De soort komt voor in het Oriëntaals gebied.